# José Mansueto Mansilla
José Mansueto Mansilla fue un militar y político peruano. 
Fue miembro del Congreso General Constituyente de 1827 por la provincia de Canta. Dicho congreso constituyente fue el que elaboró la segunda constitución política del país. Durante su gestión enfrentó cuestionamientos por la supuesta apertura de un coliseo de gallos en terrenos de su propiedad al sur de la ciudad de Lima.